# Harkakötöny - kiskunmajsai homokbuckák
Harkakötöny - kiskunmajsai homokbuckák este o arie protejată (arie specială de conservare — SAC, sit de importanță comunitară — SCI) din Ungaria întinsă pe o suprafață de 714,3 ha, integral pe uscat.

## Localizare
Centrul sitului Harkakötöny - kiskunmajsai homokbuckák este situat la coordonatele 46°31′48″N 19°35′25″E / 46.53°N 19.5903°E.

## Înființare
Situl Harkakötöny - kiskunmajsai homokbuckák a fost declarat sit de importanță comunitară în septembrie 2004 pentru a proteja 2 specii de plante. Situl a fost protejat și ca arie specială de conservare în februarie 2010.

## Biodiversitate
Situată în ecoregiunea panonică, aria protejată conține 2 habitate naturale: Stepe panonice nisipoase, Tufărișuri panonice ale dunelor de nisip continentale (Junipero-Populetum albae).
La baza desemnării sitului se află mai multe specii protejate de  plante (2): Colchicum arenarium, Dianthus diutinus.
Pe lângă speciile protejate, pe teritoriul sitului au mai fost identificate 8 specii de plante.